# Ndowe (peuple)
Pour les articles homonymes, voir Ndowe.
Les Ndowe forment un ensemble de peuples de langue bantoue d'Afrique centrale établis sur la cote ouest africaine, au fond du golfe de Guinée. Les Espagnols les surnommaient « playeros » (ceux de la plage), par opposition aux Fang, les peuples forestiers.
Les Ndowe sont en effet ceux qui à partir du XIXe siècle seront identifiés comme les « bantous-congolais », une partie de la branche occidentale du peuple bantou, distincte de la branche centrale et de la branche orientale. Il s’agit donc de tribus localisées, en Afrique équatoriale, notamment sur la côte entre le Cameroun et le nord de l’Angola, d’autres vivants à l’intérieur dans la région de l’Équateur en R.D. Congo,  la rive nord du fleuve Congo, le nord-est du Gabon.

## Origines
Les traditions orales des Ndowe font état d’au moins trois apports anthropologiques. Les pionniers sur les bords de l’Océan atlantique étaient des chasseurs d’éléphants d'origines pygmées vivant depuis toujours dans la forêt, le deuxième apport est celui des « itjek » ou chaggas qui constituaient ce que les historiens ont appelé le « nouveau Biaffra », en troisième lieu il y a eu les bàmbosi ou ambous venus de la région des grands lacs.

## Description
Du point de vue anthropologique la plupart des langues ndowe émanent des langues cafres, d’où une diversité de parlers proches les uns des autres. Mais  il y a lieu de penser qu’elles ont été fortement influencées par des apports des langues hamites. Néanmoins ces langues présentent des points de ressemblance qui trahissent soit une origine commune, soit une longue cohabitation. Il existe plusieurs groupes linguistiques chez les ndowe parmi lesquels :
- Le groupe bomba, (ceux qui pour exprimer le « je dis ceci », disent « mba na ë ! »), comprenant les bàkole, bàkweri, bàlimbà, bànòhò, bàpùhù, bengà, diwala, pongo, ewodí, …
- Le groupe bongwĕ, (ceux qui pour exprimer le « je dis ceci », disent « ngwĕ na ë ! »), comprenant les avanji, iyasa, balèngè, bwiko, ewúne, kómbĕ, màri, momà, jànyè, …